# Somerset (Indiana)
Somerset – jednostka osadnicza w Stanach Zjednoczonych, w stanie Indiana, w hrabstwie Wabash.